# صفحه بندی سایه
در علوم کامپیوتر، صفحه‌بندی سایه برای ارائه تجزیه ناپذیری و ماندگاری (دو ویژگی ACID) در سیستم‌های پایگاه داده است. یک صفحه در این زمینه به یک واحد ذخیره‌سازی فیزیکی (شاید بر روی یک هارد دیسک)، به‌طور معمول از مرتبه ۱ الی ۶۴ اشاره دارد. صفحه‌بندی سایه نوعی استفاده از تکنیک کپی روی نوشتن است که از به روزرسانی درجای صفحات جلوگیری می‌کند. هنگامی که یک صفحه در حال اصلاح شدن است، یک صفحهٔ سایه اختصاص داده می‌شود. از آن‌جایی که صفحه سایه هیچ مراجعی ندارد (از صفحات دیگر روی دیسک)، آن را به صورت آزادانه بدون توجه به محدودیت‌های سازگاری و غیره می‌توان تغییر داد. زمانی که صفحه آماده به ماندگار شدن است، تمام صفحاتی که به صفحه اصلی ارجاع داده شده‌اند به روز می‌شوند تا به جای آن به صفحه جایگزین جدید مراجعه کنند. چراکه صفحه تنها زمانی که آماده است ”فعال می‌شود” تجدید ناپذیر است. اگر صفحه‌های ارجاع دهنده هم باید به روش صفحه‌بندی سایه به روز رسانی شوند، این روش می‌تواند چندین بار تکرار شود و بسیار پرهزینه باشد. یکی از راه حل‌هایی که توسط (Write Anywhere File Layout (WAFL به کار گرفته شود، سیستم فایل قرار است دربارهٔ ساختن ماندگاری تنبل باشند (یعنی ذخیره‌سازی پشت سرهم). این کار با کاهش بسیاری از نوشتن‌ها در نقاط مهم در سلطه مراتب ارجاعی (مثلاً یک سوپر بلوک سیستم فایل) به بهای تأخیر زیاد تعهد، عملکرد را به صورت قابل توجهی افزایش می‌دهد. ثبت پیش‌نویس ثبت وقایع راه محبوب‌تری است که از به روز رسانی‌های لحظه‌ای استفاده می‌کند. صفحه‌بندی سایه شبیه به استاد قدیم-استاد جدید تکنیک پردازش دسته ای در سیستم‌های پایگاه داده مرکزی استفاده شد. در این سیستم‌ها، خروجی هر دسته (احتمالاً کار یک روزه) بر روی دو دیسک جداگانه یا شکل دیگری از رسانه ذخیره‌سازی نوشته می‌شد. یکی برای پشتیبان نگه داشته شد، و دیگری به عنوان نقطه شروع برای کار روز بعد استفاده شد. صفحه‌بندی سایه نیز شبیه به ساختارهای داده صرفاً کاربردی است، چراکه از به روز رسانی در محل دوری می‌شود.